# Survivor: Tocantins
Survivor: Tocantins es la decimoctava temporada del reality show estadounidense Survivor de la cadena CBS. La temporada fue filmada en la Microrregión (Brasil) de Jalapão en Tocantins, Brasil y emitió por primera vez el jueves 12 de febrero de 2009. CBS comenzó el casting para  Survivor: Tocantins  una vez la producción de  Survivor: Gabón  estaba en marcha. Las aplicaciones se vence el 15 de julio de 2008, con entrevistas en persona llevando a cabo en varias ciudades en algún momento en agosto de 2008 y semifinalistas que viajan a Los Ángeles, California en algún momento de septiembre de 2008. Los solicitantes fueron dieciséis elegido para competir en la serie, y fueron divididos inicialmente en dos tribus.
Survivor: Isla del Exilio regresó esta temporada, pero con nuevos giros. En lugar de un náufrago enviado a la Isla del exilio, dos fueron enviados. Mientras que en la Isla Exilio, cada náufrago exiliado escogió de una de las dos urnas. Una urna contenía una pista del ídolo de inmunidad y una opción para unirse a la tribu de oposición, mientras que la otra urna contenía nada.

## Concursantes

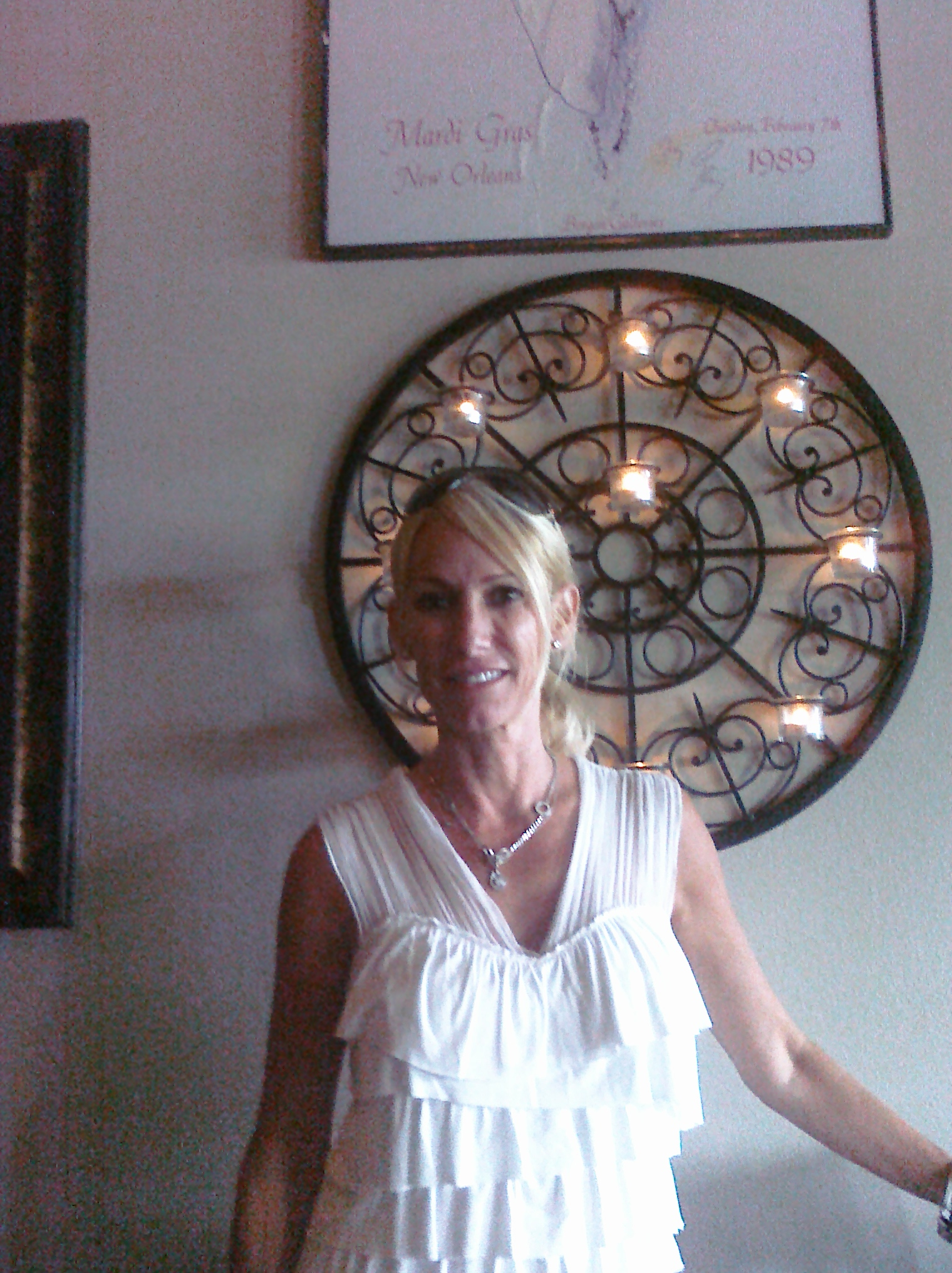
Debra Beebe quedó en el sexto lugar y fue el cuarto miembro del jurado

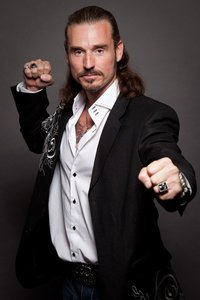
Benjamin Wade quedó en el quinto lugar y fue el quinto miembro del jurado

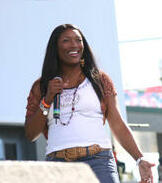
Tamara Johnson-George quedó en cuarto lugar y fue el sexto miembro del jurado

| Concursante                                          | Tribu original | Tribu fusionada | Final                                       |
| ---------------------------------------------------- | -------------- | --------------- | ------------------------------------------- |
| Carolina Eastwood 26, West Hollywood, California     | Jalapao        |                 | 1era votación Día 3                         |
| Candace Smith 31, Dayton, Ohio                       | Timbira        |                 | 2da votación Día 6                          |
| Jerry Sims 49, Rock Hill, South Carolina             | Timbira        |                 | 3era votación Día 9                         |
| Sandy Burgin 53, Louisville, Kentucky                | Jalapao        |                 | 4ta votación Día 12                         |
| Spencer Duhm 19, Lakeland, Florida                   | Jalapao        |                 | 5ta votación Día 15                         |
| Sydney Wheeler 24, Raleigh, North Carolina           | Jalapao        |                 | 6ta votación Día 18                         |
| Joe Dowdle 26, Austin, Texas                         | Jalapao        | Forza           | Evacuado Día 20                             |
| Brendan Synnott 30, Buffalo, New York                | Timbira        | Forza           | 7ma votación 1er miembro del jurado Día 24  |
| Tyson Apostol 29, Lindon, Utah                       | Timbira        | Forza           | 8va votación 2do miembro del jurado Día 27  |
| Sierra Reed 23, Los Ángeles, California              | Timbira        | Forza           | 9na votación 3era miembro del jurado Día 30 |
| Debra "Debbie" Beebe 46, Auburn, Alabama             | Timbira        | Forza           | 10ma votación 4ta miembro del jurado Día 33 |
| Benjamin "Coach" Wade 37, Bolívar, Misuri            | Timbira        | Forza           | 11va votación 5to miembro del jurado Día 36 |
| Tamara "Taj" Johnson-George 37, Nashville, Tennessee | Jalapao        | Forza           | 12va votación 6ta miembro del jurado Día 37 |
| Erinn Lobdell 26, Waukesha, Wisconsin                | Timbira        | Forza           | 13va votación 7ma miembro del jurado Día 38 |
| Stephen Fishbach 29, New York, New York              | Jalapao        | Forza           | Segundo lugar                               |
| James "J.T." Thomas, Jr. 24, Samson, Alabama         | Jalapao        | Forza           | Ganador                                     |